# Блошки волосатые
Блошки волосатые (лат. Epitrix) — род жуков из подсемейства козявок в семействе листоедов. Название рода происходит от др.-греч. ἐπί- — «над» и τρίχοον — «волосок».

## Описание
Мелкие жуки размером от 1,3 до 3 мм. Окраска тела у разных видов варьирует от белого до чёрного, иногда с рыжим оттенком. Голова направлена вниз. Усики состоят из 11 члеников. Пререднеспинка пунктированная, её ширина больше длины. Надкрылья рядами продольных точек, покрыты полуприлегающими волосками, расположенными в один или два ряда между рядами точек. Задние бёдра расширены. Голень сплюснута с боков. Лапки четырёхчлениковые. Третий членик двулопастный. Коготки на лапках расходящиеся. Личинки цилиндрические, белого цвета, длиной до 5 мм. Переднеспинка, последний сегмент брюшка и ноги светло-жёлтые. На лбу шесть длинных щетинок. Усики состоят из одного членика. Простые глазки не развиты. Куколки около 2,5 мм в длину и 1,5 мм в ширину в области груди. Яйца эллиптические, белые, размером 0,5 мм, в конце развития яйца становятся жёлтыми.

## Биология
Питаются преимущественно на паслёновых, но могут использовать в пищу и другие растения Chenopodiaceae, Cucurbitaceae, Fabaceae. Некоторые виды являются опасными вредителями картофеля, томатов, баклажанов и табака. Имаго питаются листьями кормового растения, а личинки развиваются на корнях. Продолжительность развития личинок Epitrix hirtipennis от 16 до 20 дней. Зимуют на стадии имаго. Самки Epitrix hirtipennis откладывают беловатые яйца в основании стеблей, группами по нескольку штук. Общее число яиц, отложенных одной самкой, может достигать 100—200 штук. Форма яиц удлинённая, с одного конца немного заострённые. Развитие яиц продолжается 6-8 дней. В перечень карантинных вредителей в Европе внесены виды Epitrix cucumeris, Epitrix papa, Epitrix subcrinita и Epitrix tuberis. Наиболее опасным вредителем картофеля из этого перечня является Epitrix tuberis. В Испании и Португалии значительный ущерб картофелю наносит вид Epitrix papa. Ранее этот вид неверно идентифицировался как Epitrix similaris. Вид Epitrix hirtipennis вредящих посадкам табака был найден в России в 2011 году. Представители рода переносят андийский латентный тимовирус картофеля из семейства Tymoviridae.

## Перечень видов
Включает около 162 вида и 11 подвидов, среди них:
- Epitrix abeillei (Baduer, 1874)
- Epitrix aeneicollis Jacoby, 1891
- Epitrix allardi (Wollaston, 1860)
- Epitrix aloisia Bechyné, 1956
- Блошка белладонная (Epitrix atropae Foudras, 1859)[9]
- Epitrix australis Bryant, 1953
- Epitrix canariensis (Franz, 1996)
- Epitrix caucasica Heikertinger, 1950
- Картофельный жук-блошка (Epitrix cucumeris (Harris, 1851))[13]
- Epitrix fasciata Blatchley, 1918
- Блошка табачная (Epitrix hirtipennis (Melsheimer, 1847))[9]
- Epitrix intermedia Foudras, 1860
- Epitrix labialis (Waterhouse, 1838)
- Epitrix montivaga Weise, 1923
- Epitrix papa Orlova-Bienkowskaja, 2015
- Epitrix parvula (Fabricius, 1801)
- Epitrix picea (Waterhouse, 1838)
- Epitrix pubescens (Koch, 1803)
- Epitrix setosella (Fairmaire, 1888)
- Epitrix similaris Gentner, 1944
- Epitrix solani Weise, 1923
- Epitrix subcrinita (LeConte, 1860
- Картофельный жук-блошка клубневая (Epitrix tuberis Gentner, 1944)[13]

## Распространение
Встречается на всех континентах, кроме Австралии и Антарктиды. Центр видового разнообразия находится в Неотропической области. В фауне Неарктики отмечено 26 видов. Некоторые виды были случайно завезены человеком за пределы своего естественного ареала. Например виды Epitrix hirtipennis, Epitrix fasciata и Epitrix cucumeris завезены из Северной Америки в Палеарктику, а Epitrix pubescens попал в Северную Америку из Европы.